# Siebendächerhaus

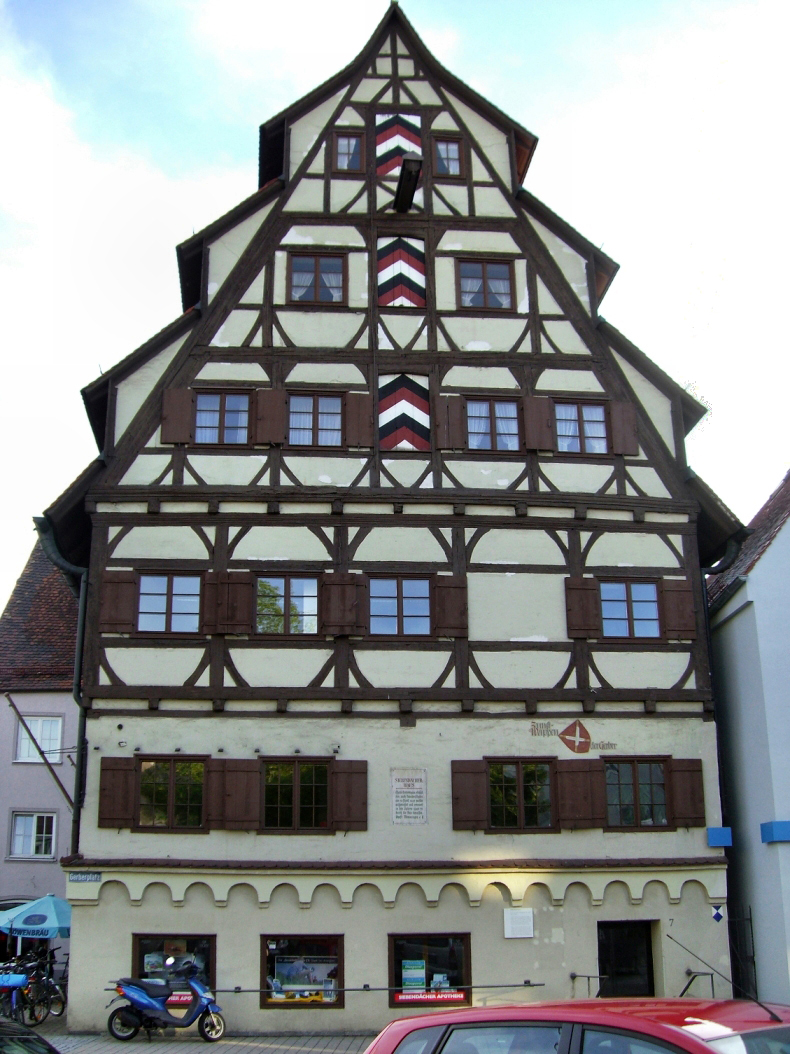
Das Siebendächerhaus von der Front

Das sogenannte Siebendächerhaus ist ein ehemaliges Gerberhaus in Memmingen. Es gehört zu den sogenannten sieben Memminger Wahrzeichen.

## Geschichte
Nachdem das Gerberhandwerk im 16. Jahrhundert aufgeblüht war, wurde 1601 vom damaligen Stadtmagistrat das Siebendächerhaus in Auftrag gegeben. Das Haus wurde auf einem Fundament eines Gebäudes aus dem 13. Jahrhundert errichtet, das vorher abgebrochen worden war. Der Standort war für den Zweck des Hauses ideal geeignet, da der Stadtbach, der Wasser in die Stadt leitete, nicht weit entfernt war. Gegen Ende des Zweiten Weltkriegs wurde das Gebäude bei einem Bombenangriff am 20. April 1945 stark beschädigt. Dem verzahnten Fachwerk ist es zu verdanken, dass es heute noch steht. Durch die Detonation der Bombe auf dem Gerberplatz wurde das komplette Füllmaterial des Fachwerks herausgesprengt. Lediglich das Fachwerk blieb geneigt stehen. Engagierte Memminger Bürger stützten das Haus unmittelbar nach dem Bombenangriff ab, richteten es mit einer äußerst komplizierten Seilzugvorrichtung auf und rekonstruierten es mühevoll mit den Originalteilen.

## Nutzung
Das Haus wurde von der Zunft der Gerber als Gemeinschaftshaus zum Trocknen der Felle   errichtet. Dort, wo sich heute  Fenster befinden, waren im Mittelalter nur Balken zum Aufhängen der Felle. Nach dem Untergang des Gerberhandwerks wurde das Haus als Gasthaus benutzt. Seit dem Wiederaufbau nach dem Krieg dient das Haus als Apotheke und Stammhaus der Siebendächer Wohnungsbau e. G.

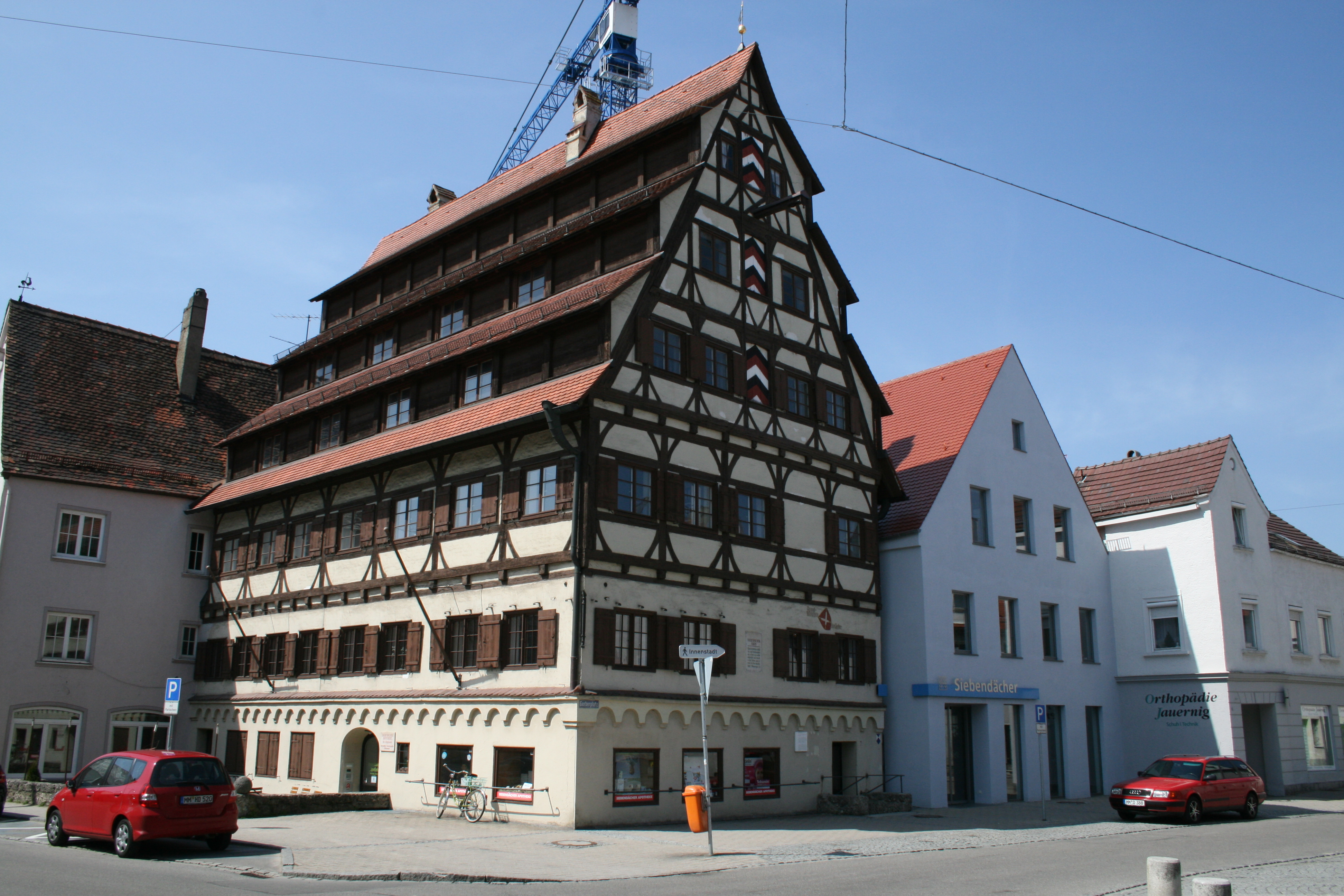
Das Siebendächerhaus von der Seite
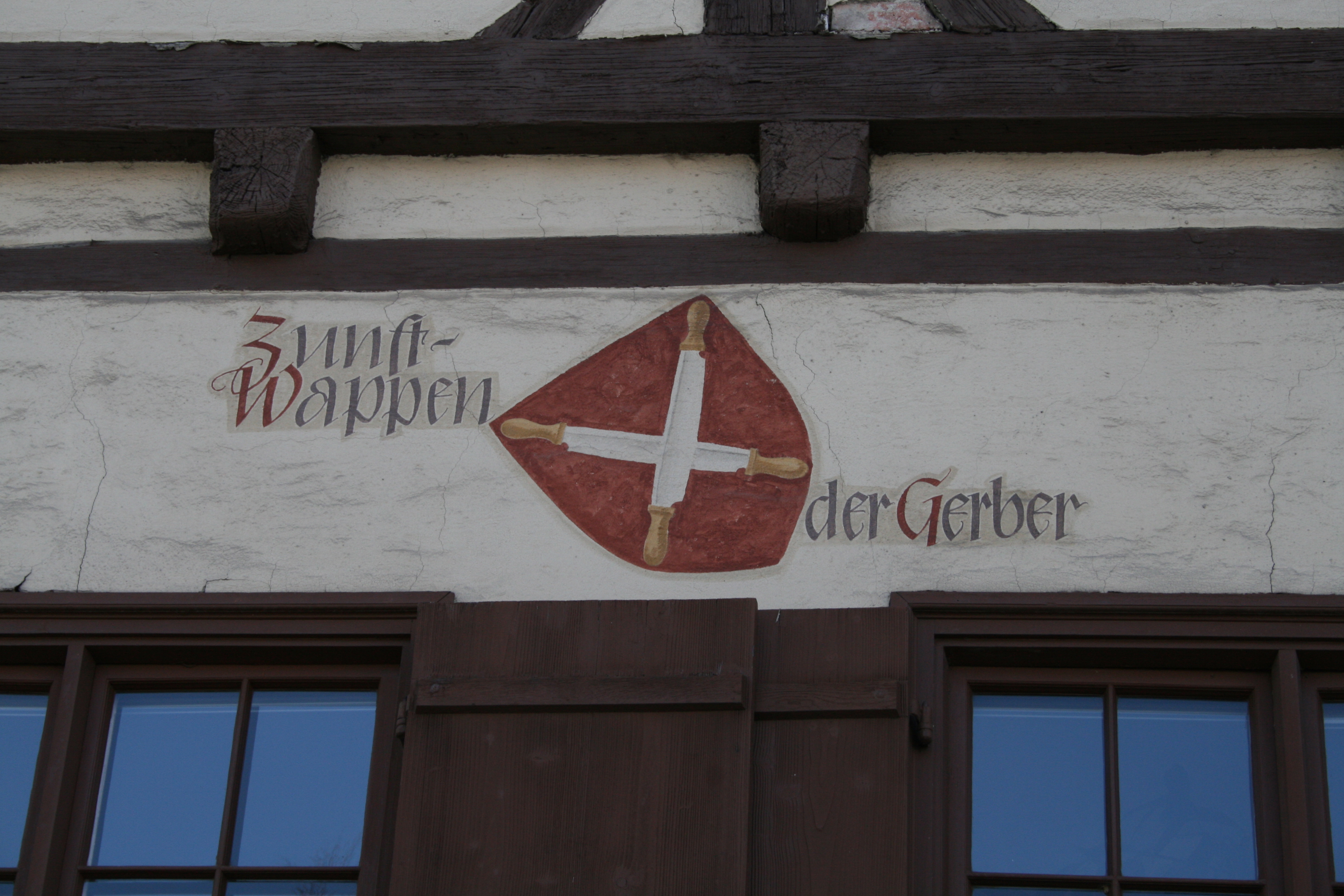
Das Zunftwappen der Gerber
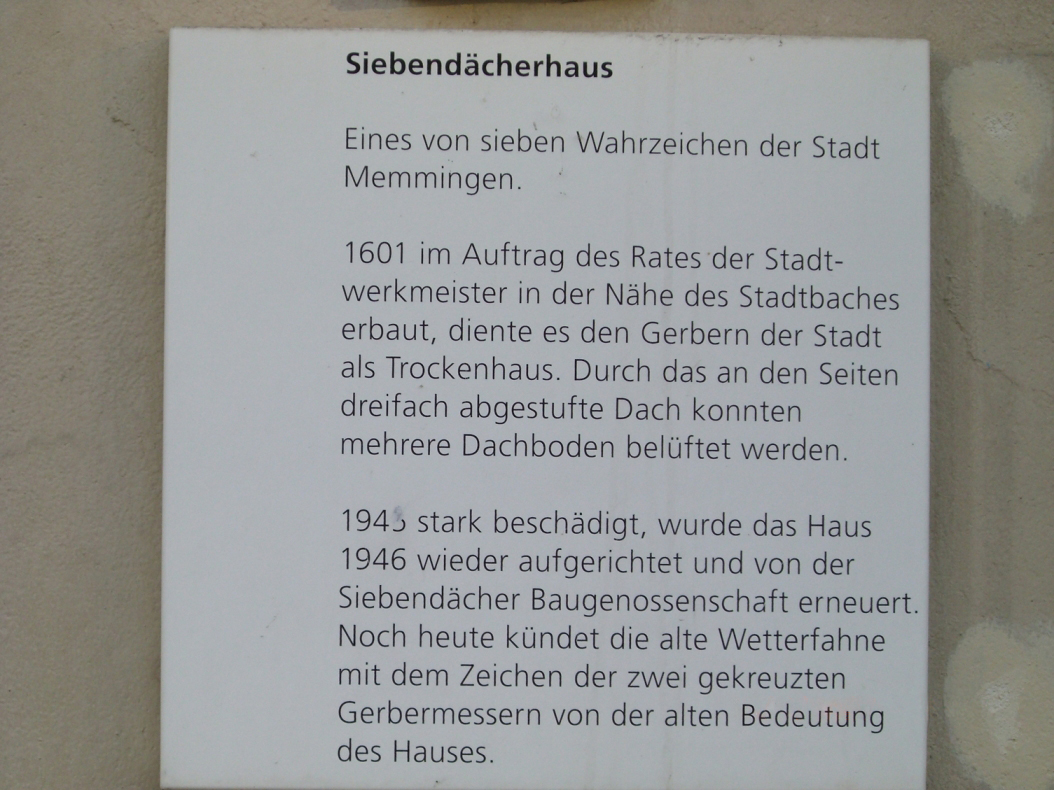
Die neue Geschichtstafel am Siebendächerhaus
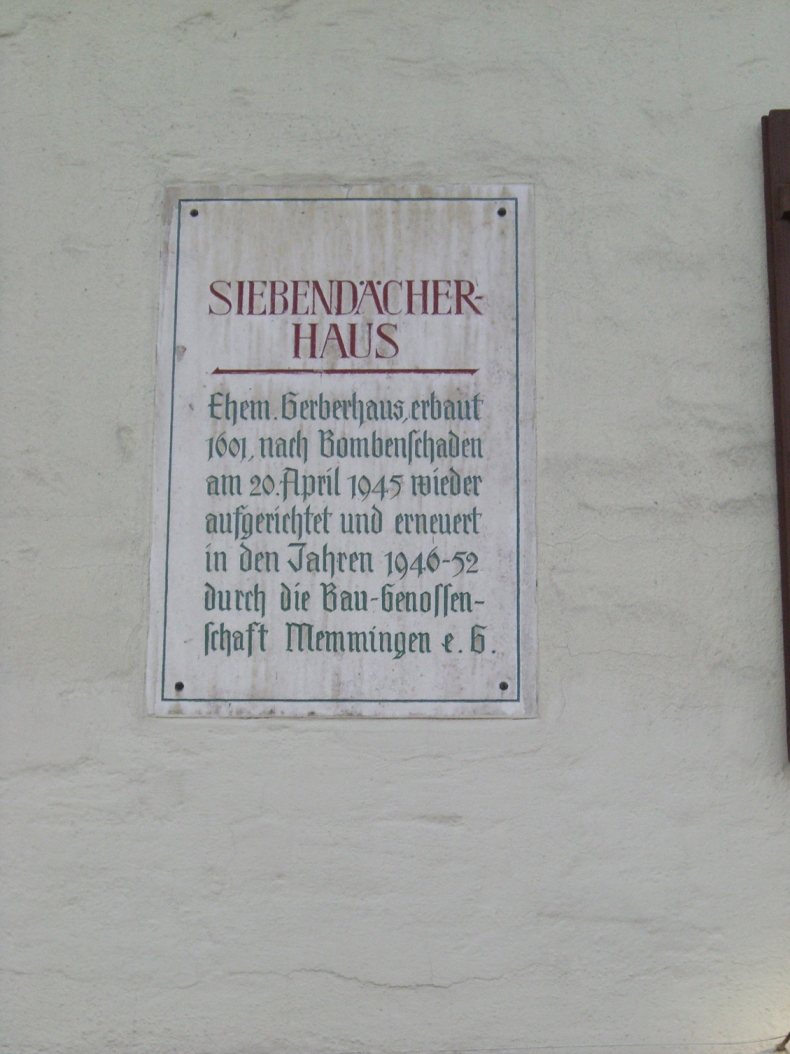
Die alte Geschichtstafel am Siebendächerhaus